# 匹茲堡州立大學
匹茲堡州立大學（英語：Pittsburg State University）是位於美国堪薩斯州匹兹堡的一所公立大學。1903年創建，當時是恩波利亚州立師範學院（今恩波利亚州立大学）下屬的一個學院，1913年獨立，成為匹茲堡堪薩斯州教師學院（Kansas State Teachers College of Pittsburg），1959年稱匹茲堡堪薩斯州學院（Kansas State College of Pittsburg），1977年成為大學，改現名，2018年在《美國新聞與世界報道》“中西部地區大學”排名中列在第101位。

## 外部連接
- Pittsburg State Athletics website（页面存档备份，存于）
- 美國國家教育數據中心學院導航：匹茲堡州立大學